# Czermnica (dopływ Skory)
 Czermnica – rzeka w Sudetach Zachodnich, woj. dolnośląskie, prawobrzeżny dopływ Skory.
Rzeka V rzędu o długości ok. 16,5 km, prawy dopływ Skory należąca do dorzecza Odry i zlewiska Morza Bałtyckiego.
Źródła rzeki położone są w Górach Kaczawskich na północnym zboczu Grzbietu Północnego, na północno-wschodnim zboczu Babińca, na zachód od miejscowości Rząśnik.
Rzeka wypływa na północno-wschodnim zboczu Babińca, na wysokości około 390–395 m n.p.m., w postaci kilku drobnych młak, które niżej łączą się w jeden ciek. Źródła położone są na porośniętej, podmokłej górskiej łące niedaleko miejscowości Rząśnik. W górnym biegu, potok spływa szeroką, płytko wciętą doliną przez łąki w kierunku wschodnim do miejscowości Rząśnik, gdzie tworzy dwa małe stawy. Opuszczając ostatnie zabudowania na wschodniej granicy Rząśnika, na wysokości Sokołowskich Wzgórz skręca na północny wschód a dalej doliną rozdzielającą Sokołowskie Wzgórza od Wysoczyzny Ostrzycy, płynie w kierunku Sokołowca, przepływa przez całą wieś, za Sokołowcem skręca na północ. Dalej rzeka zachodnią częścią Działu Jastrzębnickiego płynie wzdłuż drogi w kierunku Pielgrzymki do ujścia. Po przepłynięciu ok. 16,5 kilometra na poziomie ok. 235 m n.p.m. uchodzi do Skory na południe od Pielgrzymki u zachodniego podnóża wzniesienia Kamienna Góra. Zasadniczy kierunek biegu rzeki jest północno-wschodni. Koryto rzeki kamienisto-żwirowe, średni spad wynosi 9,7 promil. Rzeka w większości swojego biegu płynie niezabudowanym terenem przyjmując wody mniejszych bezimiennych potoków i strumieni. W większości swojego biegu jest nieuregulowana o wartkim prądzie wody, jedynie na odcinkach przepływu przez miejscowości rzeka jest częściowo uregulowana. W okresach wzmożonych opadów i wiosennych roztopów, stwarza poważne zagrożenie powodziowe. Kilkakrotnie występowała z brzegów podtapiając przyległe tereny. Rzeka zbiera wody z północnych zboczy Północnego Grzbietu Gór Kaczawskich i odwadnia zachodnią część Pogórza Kaczawskiego.

## Dopływy
- Jesionowa Woda oraz  kilka bezimiennych strumieni i potoków.

## Miejscowości, przez które przepływa
- Rząśnik
- Sokołowiec
- Jastrzębnik

## Inne
- Czermnica jest najdłuższym dopływem Skory.
- W przeszłości rzeka nosiła nazwy: Falkenhainer Wasser, Rother Bach, Rotherach.
- W przypadku Czermnicy doszło do kaptażu – ciekawego zjawiska hydrogeologicznego, polegającego na rabunku wody z dorzecza Czermnicy przez Skorę. Skora zrabowała część wód swojego dorzecza, gdyż Czermnica i jej dopływy wchodzą w skład dorzecza Skory[1].
- Bezpośrednio za Pielgrzymką w miejscu ujścia Czermnicy do Skory planuje się wybudowanie na Skorze i Czermnicy zbiornika przeciwpowodziowego[2].

## Literatura
- Marek Staffa (red.): Słownik geografii turystycznej Sudetów, T. 6 Góry Kaczawskie, Wyd.I-BiS, Wrocław 2000r., ISBN 83-85773-27-4
- M. Maciejewski (red.) Dorzecze Odry: monografia powodzi 2010, Wyd. IMiGW - Państwowy Instytut Badawczy, Warszawa 2011 r., ISBN 978-83-61102-60-1
- Góry i Pogórze Kaczawskie, Mapa, skala 1:40.000, Wydawnictwo Turystyczne "Plan", Jelenia Góra 2004 r., ISBN 83-88049-02-X